# Premio Right Livelihood

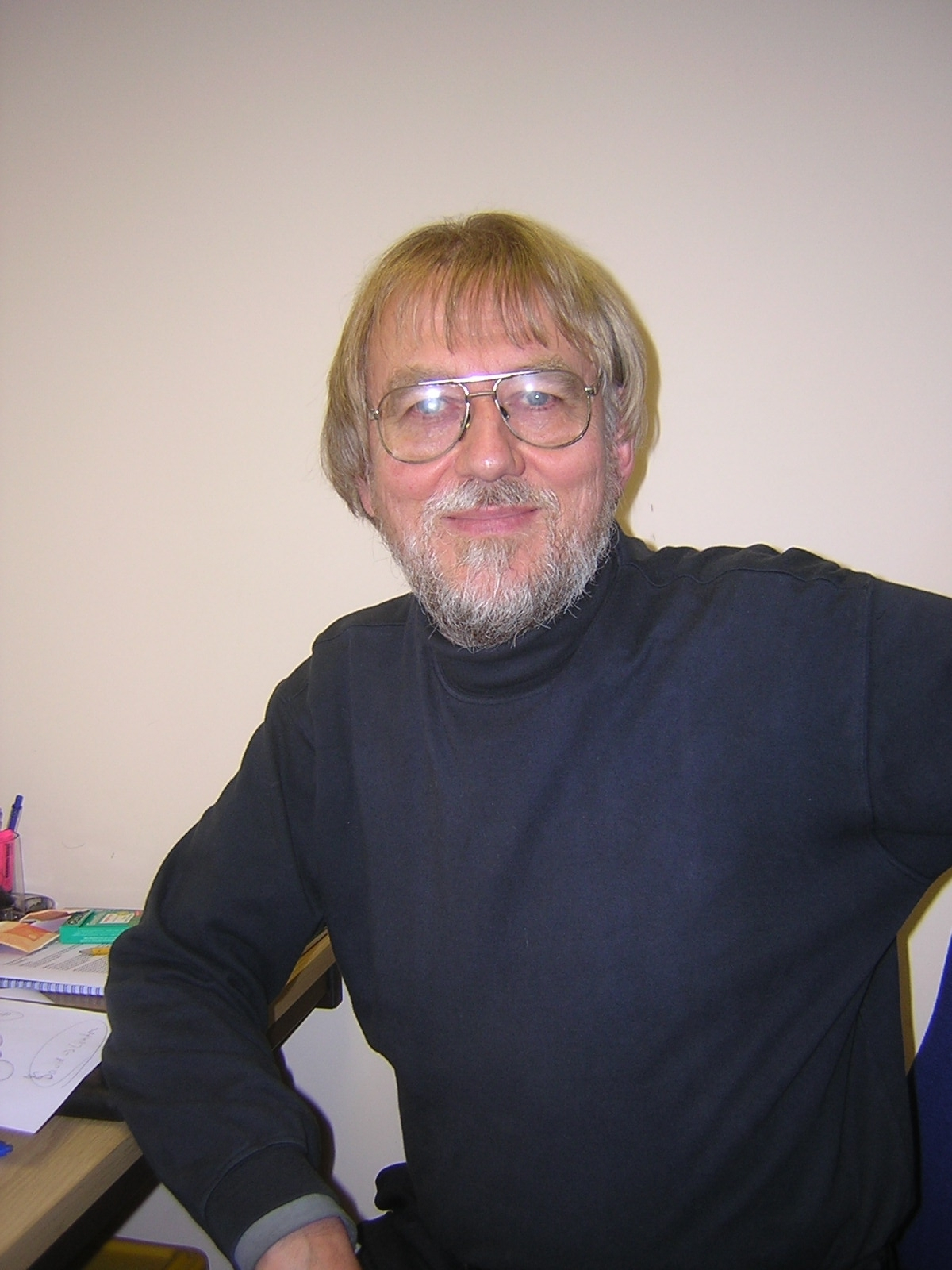
Carl Wolmar Jakob von Uexküll, creador del premio.

El Premio Right Livelihood(en inglés: Right Livelihood Award o RLA), también conocido como Premio Nobel Alternativo, se entrega desde el año 1980 gracias al filántropo Jakob von Uexkülly se presenta anualmente en el Parlamento sueco, el día 9 de diciembre, para homenajear y apoyar a aquellas personas que «trabajan en la búsqueda y aplicación de soluciones para los cambios más urgentes que necesita el mundo actual». Un jurado internacional decide el Premio en ámbitos como conservación ambiental, derechos humanos, desarrollo sostenible, salud, educación, paz, etcétera. El premio monetario se reparte entre los ganadores, que habitualmente son cuatro y asciende a un total de 230 000 dólares.

## Galardonados
| Año | Galardonado                     | País                              |
| 1980                                                                                                   |                                 |                                   |
| --- | ------------------------------- | --------------------------------- |
| 1980                                                                                                   | Hassan Fathy                    | Egipto                            |
| 1980                                                                                                   | Plenty International            | Estados Unidos, Guatemala, Lesoto |
| 1981                                                                                                   |                                 |                                   |
| Mike Cooley                                                                                            | Reino Unido                     |                                   |
| Bill Mollison                                                                                          | Australia                       |                                   |
| Patrick van Rensburg / Education with Production                                                       | Botsuana, Sudáfrica             |                                   |
| 1982                                                                                                   |                                 |                                   |
| Eric Dammann / Future in Our Hands                                                                     | Noruega                         |                                   |
| Anwar Fazal                                                                                            | Malasia                         |                                   |
| Petra Karin Kelly                                                                                      | Alemania                        |                                   |
| Participatory Institute for Development Alternatives                                                   | Sri Lanka                       |                                   |
| George Trevelyan                                                                                       | Reino Unido                     |                                   |
| 1983                                                                                                   |                                 |                                   |
| Leopold Kohr                                                                                           | Austria                         |                                   |
| Amory Lovins y Hunter Lovins / Rocky Mountain Institute                                                | Estados Unidos                  |                                   |
| Manfred Max-Neef / CEPAUR                                                                              | Chile                           |                                   |
| Alto Jefe Ibedul Gibbons y el Pueblo de Palaos                                                         | Palaos                          |                                   |
| 1984                                                                                                   |                                 |                                   |
| Imane Khalifeh                                                                                         | Líbano                          |                                   |
| Self-Employed Women's Association / Ela Bhatt                                                          | India                           |                                   |
| Winefreda Geonzon / Free Legal Assistance Volunteers' Association (FREE LAVA)                          | Filipinas                       |                                   |
| Wangari Maathai / Movimiento Cinturón Verde                                                            | Kenia                           |                                   |
| 1985                                                                                                   |                                 |                                   |
| Theo van Boven                                                                                         | Países Bajos                    |                                   |
| Cary Fowler (Rural Advancement Fund International)                                                     | Estados Unidos                  |                                   |
| Pat Mooney (Rural Advancement Fund International)                                                      | Canadá                          |                                   |
| Lokayan / Rajni Kothari                                                                                | India                           |                                   |
| Duna Kör                                                                                               | Hungría                         |                                   |
| 1986                                                                                                   |                                 |                                   |
| Robert Jungk                                                                                           | Austria                         |                                   |
| Rosalie Bertell                                                                                        | Canadá                          |                                   |
| Alice Stewart                                                                                          | Reino Unido                     |                                   |
| Sociedad Internacional para la Ecología y la Cultura / Helena Norberg-Hodge                            | India                           |                                   |
| Evaristo Nugkuag Ikanan / Asociación Interétnica de Desarrollo de la Selva Peruana                     | Perú                            |                                   |
| 1987                                                                                                   |                                 |                                   |
| Johan Galtung                                                                                          | Noruega                         |                                   |
| Chipko                                                                                                 | India                           |                                   |
| Hans-Peter Dürr / Global Challenges Network                                                            | Alemania                        |                                   |
| Institute for Food and Development Policy / Francias Moore Lappé                                       | Estados Unidos                  |                                   |
| Mordejái Vanunu                                                                                        | Israel                          |                                   |
| 1988                                                                                                   |                                 |                                   |
| Centro Internacional de Rehabilitación e Investigación para Víctimas de la Tortura / Inge Kemp Genefke | Dinamarca                       |                                   |
| José Lutzenberger                                                                                      | Brasil                          |                                   |
| John F. Charlewood Turner                                                                              | Reino Unido                     |                                   |
| Sahabat Alam Malaysia / Mohammed Idris, Harrison Ngau, el pueblo Penan                                 | Malasia                         |                                   |
| 1989                                                                                                   |                                 |                                   |
| Seikatsu Club Consumers' Cooperative                                                                   | Japón                           |                                   |
| Melaku Worede                                                                                          | Etiopía                         |                                   |
| Aklilu Lemma / Legesse Wolde-Yohannes                                                                  | Etiopía                         |                                   |
| Survival International                                                                                 | Reino Unido                     |                                   |
| 1990                                                                                                   |                                 |                                   |
| Alice Tepper Marlin / Council on Economic Priorities                                                   | Estados Unidos                  |                                   |
| Bernard Lédéa Ouedraogo                                                                                | Burkina Faso                    |                                   |
| Felicia Langer                                                                                         | Israel                          |                                   |
| Asociación de Trabajadores Campesinos del Carare                                                       | Colombia                        |                                   |
| 1991                                                                                                   |                                 |                                   |
| Edward Goldsmith                                                                                       | Reino Unido                     |                                   |
| Narmada Bachao Andolan                                                                                 | India                           |                                   |
| Bengt Danielsson                                                                                       | Suecia                          |                                   |
| Marie-Thérèse Danielsson                                                                               | Francia                         |                                   |
| Jeton Anjain / el pueblo de Rongelap                                                                   | Islas Marshall                  |                                   |
| Movimiento de los Trabajadores Rurales Sin Tierra / Comissão Pastoral da Terra                         | Brasil                          |                                   |
| 1992                                                                                                   |                                 |                                   |
| Kylätoiminta                                                                                           | Finlandia                       |                                   |
| Gonoshasthaya Kendra / Zafrullah Chowdhury                                                             | Bangladés                       |                                   |
| Helen Mack Chang                                                                                       | Guatemala                       |                                   |
| John Gofman                                                                                            | Estados Unidos                  |                                   |
| Alla Yaroshinskaya                                                                                     | Ucrania                         |                                   |
| 1993                                                                                                   |                                 |                                   |
| Arna Mer-Khamis / Care and Learning                                                                    | Israel                          |                                   |
| Organización de Asociaciones Rurales por el Progreso / Sithembiso Nyoni                                | Zimbabue                        |                                   |
| Vandana Shiva                                                                                          | India                           |                                   |
| Mary y Carrie Dann                                                                                     | Estados Unidos                  |                                   |
| 1994                                                                                                   |                                 |                                   |
| Astrid Lindgren                                                                                        | Suecia                          |                                   |
| SERVOL (Service Volunteered for All).                                                                  | Trinidad y Tobago               |                                   |
| H. Sudarshan / VGKK (Vivekananda Girijana Kalyana Kendra)                                              | India                           |                                   |
| Ken Saro-Wiwa / Movimiento por la Supervivencia del Pueblo Ogoni                                       | Nigeria                         |                                   |
| 1995                                                                                                   |                                 |                                   |
| András Biró / Hungarian Foundation for Self-Reliance                                                   | Hungría                         |                                   |
| Consejo Cívico Serbio                                                                                  | Bosnia y Herzegovina            |                                   |
| Carmel Budiardjo / TAPOL                                                                               | Indonesia / Reino Unido         |                                   |
| Sulak Sivaraksa                                                                                        | Tailandia                       |                                   |
| 1996                                                                                                   |                                 |                                   |
| Herman Daly                                                                                            | Estados Unidos                  |                                   |
| Comité de Madres de Soldados de Rusia                                                                  | Rusia                           |                                   |
| Kerala Sasthra Sahithya Parishad                                                                       | India                           |                                   |
| George Vithoulkas                                                                                      | Grecia                          |                                   |
| 1997                                                                                                   |                                 |                                   |
| Joseph Ki-Zerbo                                                                                        | Burkina Faso                    |                                   |
| Jinzaburo Takagi                                                                                       | Japón                           |                                   |
| Mycle Schneider                                                                                        | Francia                         |                                   |
| Michael Succow                                                                                         | Alemania                        |                                   |
| Cindy Duehring                                                                                         | Estados Unidos                  |                                   |
| 1998                                                                                                   |                                 |                                   |
| International Baby Food Action Network                                                                 |                                 |                                   |
| Samuel Epstein                                                                                         | Estados Unidos                  |                                   |
| Juan Pablo Orrego                                                                                      | Chile                           |                                   |
| Katarina Kruhonja / Vesna Terselic                                                                     | Croacia                         |                                   |
| 1999                                                                                                   |                                 |                                   |
| Hermann Scheer                                                                                         | Alemania                        |                                   |
| Joan Garcés                                                                                            | España                          |                                   |
| Consolidación de la Región Amazónica                                                                   | Colombia                        |                                   |
| Grupo de Agricultura Orgánica                                                                          | Cuba                            |                                   |
| 2000                                                                                                   |                                 |                                   |
| Tewolde Berhan Gebre Egziabher                                                                         | Etiopía                         |                                   |
| Munir Said Thalib                                                                                      | Indonesia                       |                                   |
| Birsel Lemke                                                                                           | Turquía                         |                                   |
| Wes Jackson                                                                                            | Estados Unidos                  |                                   |
| 2001                                                                                                   |                                 |                                   |
| José Antonio Abreu                                                                                     | Venezuela                       |                                   |
| Gush Shalom / Rachel y Uri Avnery                                                                      | Israel                          |                                   |
| Leonardo Boff                                                                                          | Brasil                          |                                   |
| Trident Ploughshares                                                                                   | Reino Unido                     |                                   |
| 2002                                                                                                   |                                 |                                   |
| Martyn Green                                                                                           | Australia                       |                                   |
| Centre Jeunes Kamenge                                                                                  | Burundi                         |                                   |
| Kvinna Till Kvinna                                                                                     | Suecia                          |                                   |
| Martín Almada                                                                                          | Paraguay                        |                                   |
| 2003                                                                                                   |                                 |                                   |
| David Lange                                                                                            | Nueva Zelanda                   |                                   |
| Walden Bello / Nicanor Perlas                                                                          | Filipinas                       |                                   |
| Coalición Ciudadana por la Justicia Económica                                                          | Corea del Sur                   |                                   |
| SEKEM e Ibrahim Abouleish                                                                              | Egipto                          |                                   |
| 2004                                                                                                   |                                 |                                   |
| Swami Agnivesh / Asghar Ali Engineer                                                                   | India                           |                                   |
| Memorial Society                                                                                       | Rusia                           |                                   |
| Bianca Jagger                                                                                          | Nicaragua                       |                                   |
| Raúl Montenegro                                                                                        | Argentina                       |                                   |
| 2005                                                                                                   |                                 |                                   |
| Maude Barlow y Tony Clarke                                                                             | Canadá                          |                                   |
| Irene Fernandez                                                                                        | Malasia                         |                                   |
| Roy Sesana y First People of the Kalahari                                                              | Botsuana                        |                                   |
| Francisco Toledo                                                                                       | México                          |                                   |
| 2006                                                                                                   |                                 |                                   |
| Daniel Ellsberg                                                                                        | Estados Unidos                  |                                   |
| Ruth Manorama                                                                                          | India                           |                                   |
| Chico Whitaker                                                                                         | Brasil                          |                                   |
| Festival Internacional de Poesía de Medellín                                                           | Colombia                        |                                   |
| 2007                                                                                                   |                                 |                                   |
| Christopher Weeramantry                                                                                | Sri Lanka                       |                                   |
| Dekha Ibrahim Abdi                                                                                     | Kenia                           |                                   |
| Percy Schmeiser y Louise Schmeiser                                                                     | Canadá                          |                                   |
| Grameen Shakti                                                                                         | Bangladés                       |                                   |
| 2008                                                                                                   |                                 |                                   |
| Krishnammal Jagannath, Sankaralingam Jagannathan y LAFTI                                               | India                           |                                   |
| Amy Goodman                                                                                            | Estados Unidos                  |                                   |
| Asha Haji Elmi                                                                                         | Somalia                         |                                   |
| Monika Hauser                                                                                          | Alemania                        |                                   |
| 2009                                                                                                   |                                 |                                   |
| Catherine Hamlin                                                                                       | Australia                       |                                   |
| René Ngongo                                                                                            | RD del Congo                    |                                   |
| David Suzuki                                                                                           | Canadá                          |                                   |
| Alyn Ware                                                                                              | Nueva Zelanda                   |                                   |
| 2010                                                                                                   |                                 |                                   |
| Nnimmo Bassey                                                                                          | Nigeria                         |                                   |
| Erwin Kräutler                                                                                         | Austria                         |                                   |
| Shrikrishna Upadhyay y su ONG Sappros                                                                  | Nepal                           |                                   |
| Physicians for Human Rights                                                                            | Israel                          |                                   |
| 2011                                                                                                   |                                 |                                   |
| Huang Ying                                                                                             | China                           |                                   |
| Jacqueline Moudeina                                                                                    | Chad                            |                                   |
| GRAIN                                                                                                  |                                 |                                   |
| Ina May Gaskin                                                                                         | Estados Unidos                  |                                   |
| 2012                                                                                                   |                                 |                                   |
| Campaign Against Arms Trade                                                                            | Reino Unido                     |                                   |
| Gene Sharp                                                                                             | Estados Unidos                  |                                   |
| Hayrettin Karaca                                                                                       | Turquía                         |                                   |
| Sima Samar                                                                                             | Afganistán                      |                                   |
| 2013                                                                                                   |                                 |                                   |
| Paul Walker                                                                                            | Estados Unidos                  |                                   |
| Hans Rudolf Herren                                                                                     | Suiza                           |                                   |
| Raji Sourani                                                                                           | Estado de Palestina             |                                   |
| Denis Mukwege                                                                                          | República Democrática del Congo |                                   |
| 2014                                                                                                   |                                 |                                   |
| Bill McKibben y 350.org                                                                                | Estados Unidos                  |                                   |
| Basil Fernando y la Comisión Asiática de Derechos Humanos                                              | Hong Kong, China                |                                   |
| Asma Jahangir                                                                                          | Pakistán                        |                                   |
| Alan Rusbridger                                                                                        | Reino Unido                     |                                   |
| Edward Snowden                                                                                         | Estados Unidos                  |                                   |
| 2015                                                                                                   |                                 |                                   |
| Sheila Watt-Cloutier                                                                                   | Canadá                          |                                   |
| Tony de Brum                                                                                           | Canadá                          |                                   |
| Kasha Jacqueline Nabagesera                                                                            | Uganda                          |                                   |
| Gino Strada                                                                                            | Italia                          |                                   |
| 2016                                                                                                   |                                 |                                   |
| Defensa Civil Siria                                                                                    | Siria                           |                                   |
| Svetlana Gánnushkina                                                                                   | Rusia                           |                                   |
| Mozn Hassan                                                                                            | Egipto                          |                                   |
| Periódico Cumhuriyet                                                                                   | Turquía                         |                                   |
| 2017                                                                                                   |                                 |                                   |
| Robert Bilott                                                                                          | Estados Unidos                  |                                   |
| Colin Gonsalves                                                                                        | India                           |                                   |
| Jadijia Ismailova                                                                                      | Azerbaiyán                      |                                   |
| Yetnebersh Nigussie                                                                                    | Etiopía                         |                                   |
| 2018                                                                                                   |                                 |                                   |
| Thelma Aldana                                                                                          | Guatemala                       |                                   |
| Iván Velásquez Gómez                                                                                   | Colombia                        |                                   |
| Yacouba Sawadogo                                                                                       | Burkina Faso                    |                                   |
| Abdullah al-Hamid, Mohammed Fahad al-Kahtani, Walid Abu al-Chair                                       | Arabia Saudita                  |                                   |
| Tony Rinaudo                                                                                           | Australia                       |                                   |
| 2019                                                                                                   |                                 |                                   |
| Greta Thunberg                                                                                         | Suecia                          |                                   |
| Aminatou Haidar                                                                                        | Sahara Occidental               |                                   |
| Davi Kopenawa Yanomami                                                                                 | Brasil                          |                                   |
| Guo Jianmei                                                                                            | China                           |                                   |
| 2020                                                                                                   |                                 |                                   |
| Nasrín Sotudé                                                                                          | Irán                            |                                   |
| Bryan Stevenson                                                                                        | Estados Unidos                  |                                   |
| Lottie Cunningham Wren                                                                                 | Nicaragua                       |                                   |
| Alés Bialiatski                                                                                        | Bielorrusia                     |                                   |
| 2021                                                                                                   |                                 |                                   |
| Marthe Wandou                                                                                          | Camerún                         |                                   |
| Vladimir Slivyak                                                                                       | Rusia                           |                                   |
| Freda Huson                                                                                            | Canadá                          |                                   |
| Iniciativa Legal por los Bosques y el Ambiente (LIFE)                                                  | India                           |                                   |
| 2022                                                                                                   |                                 |                                   |
| Fartuun Adan y Ilwad Elman                                                                             | Somalia                         |                                   |
| Oleksandra Matviichuk / Center for Civil Liberties                                                     | Ucrania                         |                                   |
| CECOSESOLA                                                                                             | Venezuela                       |                                   |
| Instituto Africano para la Gobernanza Energética                                                       | Uganda                          |                                   |